# Scipione Bargagli
Scipione Bargagli (Siena, 1540 - Siena, 27 de octubre de 1612) fue un erudito y escritor italiano.

## Biografía
Bargagli vivió casi siempre en Siena, donde se formó y atesoró una importante cultura humanística. Su fama se debe en parte a la obra Delle Imprese (Siena, Luca Bonetti, 1578; y en versión aumentada, Venecia, Francesco de Franceschi, 1594) en la que recogió e ideó algunos proyectos que luego se hicieron célebres por personajes como Enrique IV de Francia, Fernando I de Médici) y de Academias (Accademia lucchese degli Oscuri, Accademia genovese degli Accordati). Pero la obra literaria a la que todavía está ligada su fama es la titulada I trattenimenti di Scipion Bargagli doue da vaghe donne, e da giouani huomini rappresentati sono honesti, e diletteuoli giuochi: narrate nouelle e cantate alcune amorose canzonette (Venetia, Bernardo Llegados, 1587; a cargo de Laura Rico, Roma, Salerno, 1989).

## Concepto de empresa
Son muchos los tratados relacionados con el género de las empresas, textos retóricos y figurativos que tienen una larga tradición que abarca desde Paolo Giovio hasta Emanuele Tesauro. Como se afirma en el "Diálogo de empresas militares y amorosas" (1555), la empresa es una unión perfecta entre el alma y el cuerpo. Del mismo modo, la empresa es también parte de una teoría de la expresión figurativa basada en el ingenio. De hecho, es con Girolamo Ruscelli ("Las empresas ilustres", 1566) que la teoría de los negocios comienza a estudiarse con los instrumentos de la retórica aristotélica. Entre Giovio y Tesauro, los principales protagonistas de esta tradición son Scipione Ammirato, Torquato Tasso y Scipione Bargagli. Según Ammirato ("Il Rota overo dell'impese", 1562), la empresa es un "sentido oculto que contiene su solución oculta"; Tasso, en el "Conte" (1594), captura su aspecto barroco; Bargagli ("Dell'imprese", 1594) identifica su novedad e ingenio.